# 조지 벤슨
조지 벤슨(영어: George Benson, 1943년 3월 22일 ~ )은 미국의 음악가, 기타리스트이자 작곡가이다. 그는 21살에 재즈 기타리스트로 직업 경력을 시작했다. 벤슨은 장고 라인하르트 같은 집시 재즈 연주자들의 연주와 유사한 리스트 스트로크 피킹 기법을 사용한다.
이처럼 지난날 기타 연주 신동이었던 벤슨이 1960년대에 잭 맥더프 등과 소울 재즈를 하면서 처음으로 유명해졌다. 그리고 나서 그는 재즈, 팝, 리듬 앤 블루스와 스캣을 번갈아 부르며, 성공적인 솔로 활동을 시작했다.

## 생애
11세 때였던 1954년 가수로, 1955년 기타리스트로 연이어 데뷔했고 10년 후 1964년에 가수로서의 활동을 본격적으로 시작했다. 1990년에 버클리 음악 대학에서 명예 박사 학위를 수여받았다.

## 유명세
그는 일반적으로 대한민국 국내에서는 《The greatest love of all》,《This masquerade》,《Nothing's gonna change my love for you》라는 노래 작품을 각각 오리지널 원곡으로 불러 히트한 가수로도 널리 잘 알려져 있다.